# Hutków Stary
Hutków Stary (biał. Стары́ Гутко́ў, ros. Старый Гутков) – wieś w rejonie słuckim obwodu mińskiego. Wchodzi w skład sielsowietu Wiesieja.
Do 30 października 2009 roku wieś była częścią sielsowietu Omgowicze. Od 2009 do 2016 w sielsowiecie Sorogie.

## Miejsce komunistycznych represji
W lesie w pobliżu wsi Kalita i Hutków Stary, niedaleko drogi Słuck-Stare Drogi, w czasach Wielkiego Terroru NKWD dokonywało masowych rozstrzeliwań i pochówków. Ofiarami byli prawdopodobnie więźniowie więzienia okręgowego w Słucku.
Według relacji jednego z mieszkańców Hutkowa Starego, samochody przywoziły do lasu więźniów, którzy w ciągu dnia kopali doły, do których wieczorem wrzucano ich ciała. Kiedy zimą 1937 r. samochody przestały jeździć do lasu, oczom mieszkańców ukazał się następujący widok: z ziemi sterczały ręce, nogi i głowy zamordowanych. Ludzie zakopali szczątki ofiar.